# Princípio do duplo grau de jurisdição
Duplo grau de jurisdição caracteriza a possibilidade de ter-se o direito de ver a ação judicial ser revista no Poder Judiciário por outro órgão julgador superior. Um tribunal colegiado, com dois ou mais juízes, reverá a decisão de juiz monocrático.